# Jabyłkowci
Jabyłkowci (bułg. Ябълковци) – wieś w środkowej Bułgarii, w obwodzie Gabrowo, w gminie Trjawna. Wieś jest wyludniona.